# القلعة (مدينة)
مدينة الڤلعة هي مدينة أمازيغية تقع في جبل نفوسة غرب ليبيا بالقرب من مدينة يفرن. تتميز بالأماكن السياحية مثل الآثار القديمة كقصبة صفيت الموجودة منذ عهد الرومان. بلدة القلعة تبعد عن العاصمة 120 كلم، وعن ككلة حوالي 10 كلم وتبعد عن وسط يفرن 9 كلم.

## السكان
يقدر عدد سكانها بحوالي 8000 نسمة يتحدثون الأمازيغية.[بحاجة لمصدر] أهالي بلدة القلعة كباقي سكان ليبيا مسلمون، الغالبية العظمى يتبعون المذهب الإباضي ولكن هناك العديد منهم من يتبع المذهب المالكي.[بحاجة لمصدر]

## محلّاتالمدينة[2]
- محلة القلعة المركز
- محلة القصبة قرناز
- محلة اغرم
- محلة ميدان الشهداء
- محلة كاف مخلوف
- محلة القلعة الجديدة
- محلة ابو مقر
- محلة ماجن القروش

كما يوجد بها معهد صناعي، مصرف، مصانع للبلاط، نادي الإزدهار لكرة القدم ومرافق أخرى.

## بلدة القلعةوثورة 17 فبراير
انتفضت بلدة القلعة يوم الخميس 17 فبراير 2011 على نظام القذافي وقام أهالي القلعة بحرق المتابة الثورية ومقر الأمن الداخلي بالبلدة وحرق علمه ورفعوا علم الإستقلال.
ردًّا على ذلك شنّت كتائب القذافي هجومًا على بلدة القلعة في 10 أبريل وتصدى لها الثوار.[بحاجة لمصدر]

### معركة صفيتفي ظاهر القلعة
في فجر يوم 6/6/2011 شنّ ثوار القلعة هجوما عنيفا على كتائب القذافي المتواجدة في أعلى جبل صفيت من ثلاثة محاور أساسية واستمرت المعركة 12 ساعة تكبدت فيها الكتائب خسائر بشرية فادحة بلغت 60 قتيلا وغنم الثوار قرابة 14 سيارة يحمل بعضها مدافع رشاشة متوسطة المدى مضادة للطائرات ومن جهة القلعة فقد قُتل 3 ثوار فقط.[بحاجة لمصدر]